# Гаджибеков, Альберт Амрахович
Альбе́рт Амра́хович Гаджибе́ков (род. 17 февраля 1988, Махачкала, Дагестанская АССР, РСФСР, СССР) — российский футболист, защитник.

## Клубная карьера
Воспитанник махачкалинской школы РСДЮШОР-2. Первый тренер Рафаэль Сафаров. В 2004 году попал в «Анжи-Хазар», в 2006 году в составе «Анжи» дебютировал в профессиональном футболе, выступая в Первом Дивизионе. В начале марта 2008 года отправился на просмотр в ставропольское «Динамо», с которым подписал контракт. В 2009 году выступал за липецкий «Металлург», далее играл за «МИТОС» и «Волгу» Тверь. В 2012 году вернулся в Дагестан, где выступал за «Дагдизель». В феврале 2014 года перешёл в «Луч-Энергию», однако сыграл в ФНЛ лишь 1 матч. В июне того же года прибыл на просмотр в петербургское «Динамо», с которым подписал контракт. В феврале 2015 года вернулся в «Луч-Энергию». В 2016 году перебрался в «Армавир». В начале февраля 2019 года перешёл в армянский клуб «Бананц» Ереван. Дебютировал в выездном матче армянской Премьер-Лиги против клуба «Арцах».

## Достижения
- Бронзовый призёр чемпионата Армении: 2018/19
- Победитель зоны «Юг» Второго дивизиона России: 2017/18
- Бронзовый призёр зоны «Юг» Второго дивизиона России: 2016/17

## Личная жизнь
Родной брат Али — также футболист. По национальности — лезгин. Окончил школу № 37 в Махачкале. Имеет два высших образования — спортивное (ДГПУ) и строительно-архитектурное (ДГТУ).